# Itty Bitty Titty Committee
Itty Bitty Titty Committee è un film del 2007 diretto da Jamie Babbit, a tematica femminista e LGBT.
È stato proiettato per la prima volta al Festival internazionale del cinema di Berlino il 9 febbraio 2007. Ha ricevuto una nomination ai Teddy Awards e una ai GLAAD Media Awards. La pellicola è stata prodotta dall'organizzazione non-profit POWER UP.

## Trama
Anna è stata appena rifiutata dal college cui aveva fatto richiesta di ingresso, la sua ragazza l'ha mollata e la sorella sta per sposarsi. Casualmente un giorno incontra Sadie, femminista e punk radicale, che la invita ad unirsi alle Clits In Action, o C(i)A, un gruppo femminista.